# جاناتان کراس
جاناتان کراس (انگلیسی: Jonathan Cross؛ زادهٔ ۲ مارس ۱۹۷۵) بازیکن فوتبال اهل بریتانیا است.
از باشگاه‌هایی که در آن بازی کرده‌است می‌توان به باشگاه فوتبال هرفورد یونایتد، باشگاه فوتبال کولوین بای، و باشگاه فوتبال ورکسام اشاره کرد.